# Glandularia bipinnatifida
Glandularia bipinnatifida es una especie de planta de la familia de las verbenáceas, nativa de Norteamérica. Se la conoce comúnmente como alfombrilla, moradilla o verbena.

## Descripción
Glandularia bipinnatifida es una hierba anual rastrera o poco tendida de 30 a 60 cm de largo, con tallos muy ramificados de pelillos glandulares. Sus hojas están divididas en 3 o más segmentos, y estos se vuelven a dividir a veces en más de una ocasión. Por el anverso son lisas y por el reverso velludas. Las flores son vistosas, moradas o azulosas, con una corola en forma de trompetilla con cinco lóbulos.

## Distribución y hábitat
Glandularia bipinnatifida es originaria de Norteamérica. Su distribución natural es desde Nevada y Texas, en Estados Unidos, por casi todo México y hasta Guatemala. Su comportamiento malezoide le ha permitido ampliar su área de distribución hacia el sur y sureste de Estados Unidos. Se encuentra con frecuencia en zonas perturbadas de clima templado, como en pastizales naturales e inducidos, así como en vegetación secundaria de bosques templados de frondosas y mixtos. También forma parte de la vegetación ruderal en zonas urbanas, donde aparece en orillas de caminos, jardines, prados y parcelas de cultivo.

## Taxonomía
Glandularia bipinnatifida fue descrita en 1835 por Thomas Nuttall en Transactions of the American Philosophical Society, new series 5(6[3]): 184–185.

### Etimología
Glandularia: nombre dado por los pelillos glandulares que presentan las especies de este género
bipinnatifida: epíteto latino que significa "de alas doblemente divididas"

### Sinonimia
- Verbena ambrosiifolia fo. eglandulosa L.M.Perry
- Verbena ambrosiifolia Rydb. ex Small
- Verbena andrieuxii Schauer
- Verbena bipinnatifida Nutt. [basónimo]
- Verbena bipinnatifida var. latilobata L.M. Perry
- Verbena ciliata Benth.
- Verbena ciliata var. longidentata L.M. Perry
- Verbena ciliata var. puber (Greene) L.M. Perry
- Verbena demareei Moldenke
- Verbena puber Greene
- Verbena wrightii fo. albiflora Moldenke[3]